# فرقه وجود عالی
فرقه وجود عالی (فرانسوی: Culte de l'Être suprême‎)  شکلی از دادارباوری بود که توسط ماکسیمیلیان روبسپیر در طول انقلاب فرانسه در این کشور تأسیس شد. قرار بود این مذهب به دین رسمی جمهوری تازه تأسیس فرانسه تبدیل شود و جایگزینی برای مذهب کاتولیک رومی و رقیب آن، فرقه عقل، شود. این مذهب پس از سقوط روبسپیر بدون پشتیبانی باقی ماند و به‌طور رسمی توسط کنسول اول ناپلئون بناپارت در سال ۱۸۰۲ ممنوع شد.

## ریشه‌ها
انقلاب فرانسه تغییرات بنیادی زیادی را در فرانسه ایجاد کرده بود، اما یکی از اساسی‌ترین تغییرات برای ملتی تا آن زمان کاتولیک بودند، رد مذهب به صورت رسمی بود. اولین مکتب فکری سازمان یافته اصلی جدید تحت نام چتر فرقه عقل ظهور کرد. فرقه عقل که توسط رادیکال‌هایی مانند ژاک هربرت و آنتوان فرانسوا مومورو حمایت می‌شد، آمیزه ای از دیدگاه‌های عمدتاً الحادی را به یک فلسفه انسان محور تقطیر کرد. هیچ خدایی در فرقه عقل پرستش نمی‌شد - اصل راهنما وقف به مفهوم انتزاعی خود عقل بود.

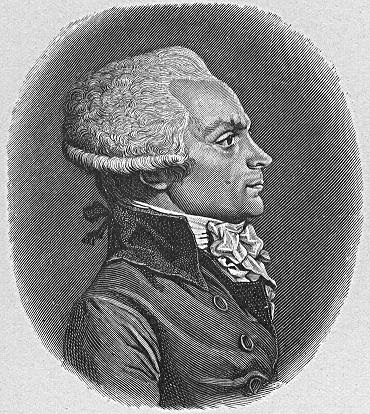
ماکسیمیلیان روبسپیر (۱۷۵۸–۱۷۹۴)

رد تمام خداها ماکسیمیلین روبسپیر را وحشت زده کرد. هرچند او ستایشگر مذهب کاتولیک نبود، اما علاقه خاصی هم به بی خدایی نداشت. او فکر می‌کرد که اعتقاد به موجودی برتر برای نظم اجتماعی مهم است و همواره از ولتر نقل می‌کرد: «اگر خدا وجود نداشت، لازم بود او را اختراع کنیم». از نظر او، اهانت‌های فلسفی فرقه عقل با «صحنه‌های مفتضحانه» و «بالماسکه‌های وحشیانه» منسوب به عمل آن ترکیب شد. در اواخر سال ۱۷۹۳، روبسپیر نکوهش آتشین فرقه عقل و طرفداران آن را ارائه کرد و به ارائه دیدگاه خود از مذهب انقلابی مناسب پرداخت. فرقه وجود عالی که تقریباً به‌طور کامل توسط روبسپیر ابداع شد، توسط کنوانسیون ملی در ۷ می ۱۷۹۴ به عنوان مذهب مدنی فرانسه مجاز شد.

## اصول دینی
روبسپیر معتقد بود که عقل وسیله‌ای برای رسیدن به هدف است و تنها هدف فضیلت است. او در پی آن بود که فراتر از دئیسم ساده (که طرفداران آن اغلب آن را ولتر توصیف می‌کنند) به یک ارادت جدید و به نظر او عقلانی‌تر به الوهیت حرکت کند. اصول اولیه کیش حق تعالی اعتقاد به وجود خدا و جاودانگی روح انسان بود. گرچه این باورها با آموزه مسیحیت ناسازگار نبودند، اما در خدمت معنای کامل روبسپیر قرار گرفتند، که نوعی فضیلت مدنی و عمومی بود که او به یونانیان و رومی‌ها نسبت می‌داد. این نوع فضیلت تنها از طریق وفاداری فعال به آزادی و دموکراسی حاصل می‌شود. او گفت که اعتقاد به یک خدای زنده و قوانین اخلاقی بالاتر، «یادآوری دایمی عدالت» است و بنابراین برای یک جامعه جمهوری‌خواه ضروری است.
در ۷ می ۱۷۹۴، کنوانسیون ملی عبادت وجود عالی را تأسیس کرد. بندهای آغازین فرمان تأسیس عبادت وجود عالی هجدهمین فلورال سال دوم اعلام کرد:
- مردم فرانسه وجود وجود عالی و جاودانگی روح را می‌شناسند.
- آنها اعلام می‌دارند که بهترین خدمت وجود عالی عمل به وظایف انسان است.
- آنان از جمله مهم‌ترین این وظایف، بیزاری از بد نیتی و ظلم، مجازات ظالمان و خائنان، رسیدگی به بدبختان، احترام به ضعیفان، دفاع از مظلوم، انجام هر کار خیر در حق دیگران و عدم ظلم و ستم قرار دادند. نسبت به هر کسی

## تأثیر انقلابی
روبسپیر از موضوع مذهبی برای محکوم کردن علنی انگیزه‌های بسیاری از رادیکال‌هایی که در اردوگاهش نبودند استفاده کرد و این امر به‌طور مستقیم یا غیرمستقیم منجر به اعدام مسیح‌زداهای انقلابی مانند هبرت، مومورو و آناچارسیس کلوت شد. تأسیس فرقه حق تعالی نشان دهنده آغاز معکوس شدن روند کلی مسیحیت زدایی بود که قبلاً با اقبال رسمی به آن نگاه می‌شد. به‌طور همزمان اوج قدرت روبسپیر را نشان داد. اگرچه از نظر تئوری او فقط یک عضو برابر کمیته ایمنی عمومی بود، اما در این زمان روبسپیر از شهرت ملی بی‌رقیبی برخوردار بود.

## جشنواره حق تعالی

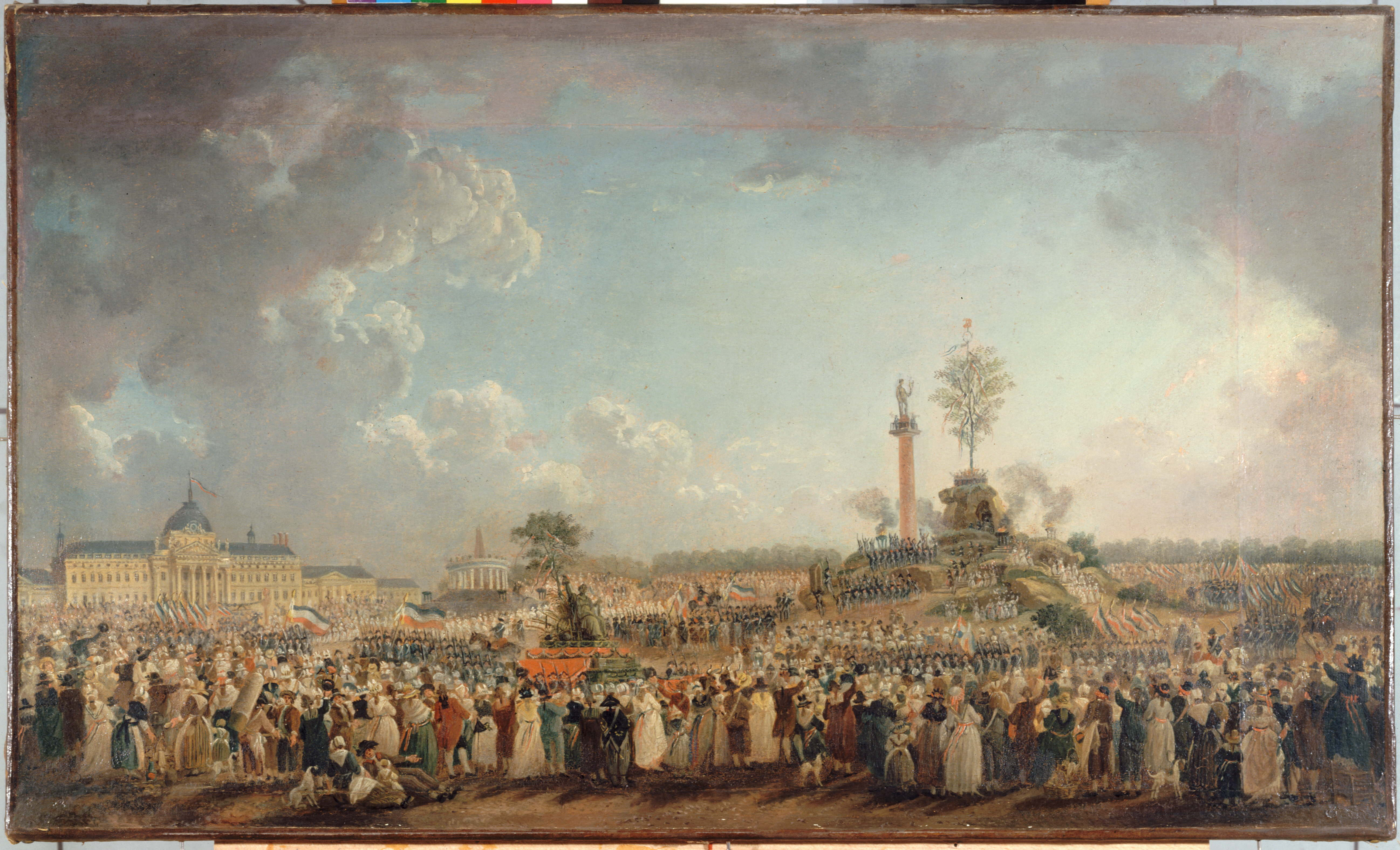
جشنواره اعظم، اثر پیر آنتوان دماشی (۱۷۹۴)

برای افتتاح دین دولتی جدید، روبسپیر اعلام کرد که ۲۰ام پیریال سال دوم انقلاب (۸ جون ۱۷۹۴) اولین روز جشن ملی حق تعالی خواهد بود، و تعطیلات جمهوری آینده باید هر روز دهم - روزهای استراحت (décadi). در تقویم جدید جمهوری‌خواه فرانسه برگزار شود. هر محلی موظف به برگزاری مراسم یادبود بود، اما این رویداد در پاریس در مقیاس وسیع طراحی شد. این جشنواره توسط هنرمند ژاک لوئیس دیوید سازماندهی شد و در اطراف یک کوه دست‌ساز در میدان شان دو مارس برگزار شد. روبسپیر رهبری کامل این رویداد را بر عهده گرفت و با اجبار - و برای خیلی‌ها، با خودنمایی - حقیقت و «فایده اجتماعی» دین جدید خود را اعلام کرد. در حالی که جشنواره‌های انقلابی قبلی بیشتر خودجوش بود، جشنواره حق تعالی برنامه‌ریزی دقیقی داشت. مونا اوزوف، مورخ، اشاره کرده‌است که چگونه «سفت ترقی» این رویداد توسط برخی برای پیش‌بینی «اسکلروز انقلاب» دیده می‌شود.

## میراث
احتمالا فرقه حق تعالی و جشنواره آن به واکنش ترمیدوری و سقوط روبسپیر کمک کرده باشد. به گفته مادام دو استال، از همان زمان بود که او گم شد. با مرگ او در گیوتین در ۲۸ ژوئیه ۱۷۹۴، فرقه تمام مجوز رسمی را از دست داد و از دید عموم ناپدید شد. این دین رسماً توسط ناپلئون بناپارت در ۸ آوریل ۱۸۰۲ با قانون او در مورد فرقه‌های ۱۸ ژرمینال، سال ۱۰ ممنوع شد.